# Petit (Automobilhersteller)
Petit war ein französischer Hersteller von Automobilen.

## Unternehmensgeschichte
Das Unternehmen aus Tarare begann 1908 mit der Produktion von Automobilen. Der Markenname lautete Petit. 1909 endete die Produktion.

## Fahrzeuge
Im Angebot stand lediglich ein Modell. Dies war eine Voiturette. Für den Antrieb sorgte ein Einzylindermotor von Aster mit 6 PS Leistung. Besonderheit war das Friktionsgetriebe.